# Бретан, Лаура
Лаура Бретан (англ. Laura Bretan; род. 7 апреля 2002) — американская оперная певица румынского происхождения из Чикаго, штат Иллинойс. Наиболее известна своим участием в 11 сезоне шоу В Америке есть таланты в 2016 году, где заняла 6 место. Начала петь с 6 лет.

## Ранняя жизнь
Бретан родилась в Чикаго, штат Иллинойс в румынской семье. Начала петь в возрасте 6 лет. Училась петь от своей матери. В возрасте 8 лет начала петь в церкви Elim Romanian Pentecostal Church, членами которой являются её родители.

## America’s Got Talent
Прослушивание Лауры состоялось в 1101 выпуске шоу талантов, где она исполнила «Nessun dorma» из оперы Джаккомо Пуччини «Тарандот». Выступление получило овации и похвалу от Саймона Коуэлла, Хайди Клум, Mel B и Хоуи Мэндела. Взволнованная её выступлением, Mel B нажала на золотую кнопку, отправив тем самым Лауру в четвертьфинал.
26 июля 2016 года Бретан отыграла своё первое живое выступление и с помощью голосования зрителей перешла в полуфинал. Позже она дала ещё одно удачное выступление, но пропустила голосование зрителей и не сумела пройти в рамках «Dunkin Save». Однако Бретан выиграла в голосовании судей и смогла попасть в финал. Там она исполнила «O mio babbino caro» и в конечном счёте заняла 6 место в общем зачёте.

## Romania’s Got Talent
В 2016 году Лаура одержала победу на шоу Romania's Got Talent.